# Eleonora di Viseu
Eleonora di Viseu o Eleonora del Portogallo o la regina vecchia (in portoghese D. Leonor de Portugal, o Leonor de Viseu  ou a Rainha Velha; Beja, 2 maggio 1458 – Lisbona, 17 novembre 1525) fu regina consorte del Portogallo dal 1481 al 1495 e poi rimase alla corte del fratello, il re Manuele I, come la regina vecchia, sino alla morte.

## Origini familiari
Figlia secondogenita del duca di Beja e Viseu, Ferdinando d'Aviz e della di lui moglie Beatrice d'Aviz.

Eleonora era la sorella di Diego I quarto duca di Beja e Viseu e di Manuele, il futuro re del Portogallo, Manuele I.

## Biografia

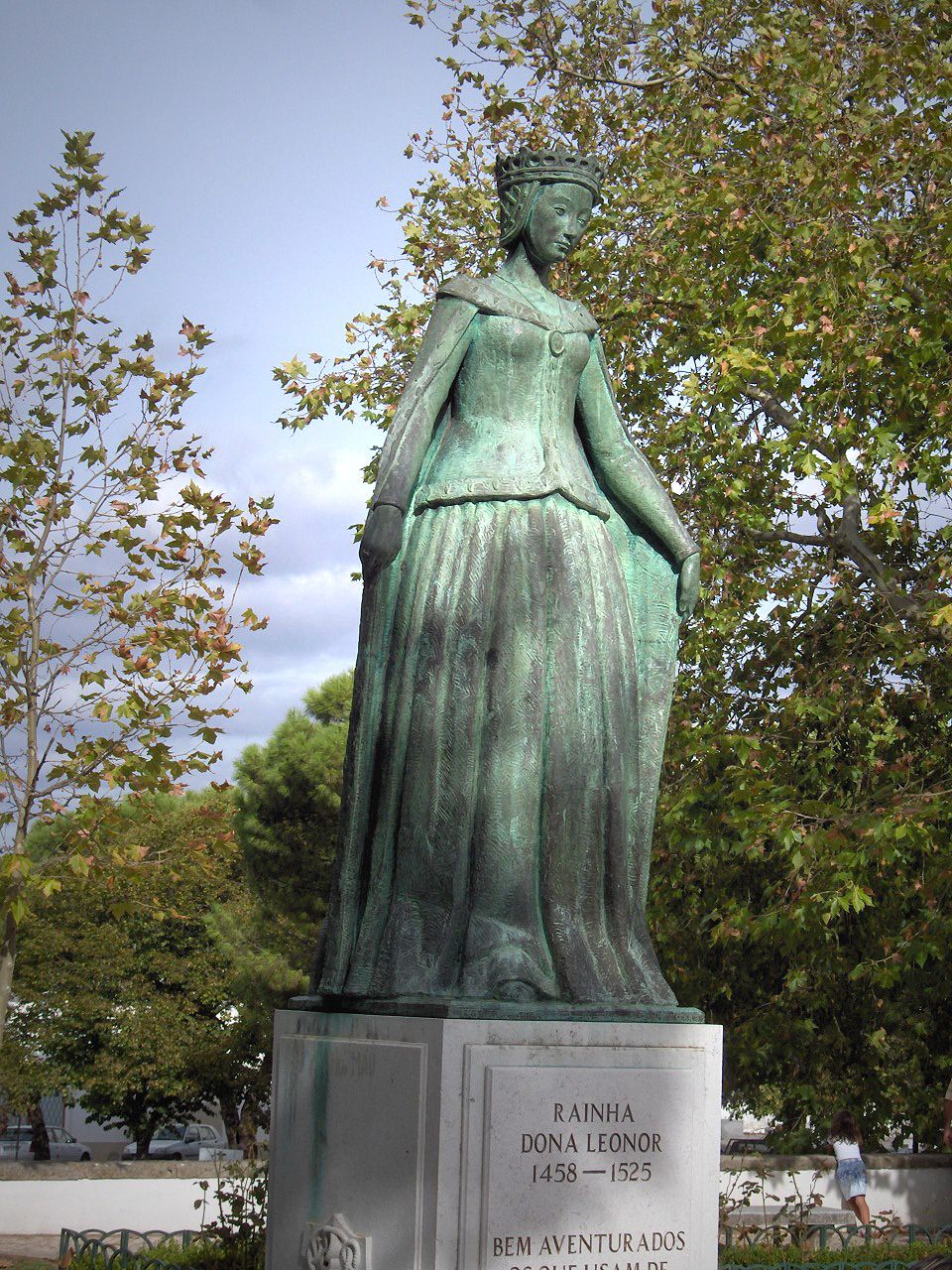
Statua della regina Eleonora a Beja

Nel 1460 alla morte dello zio Enrico il Navigatore, il padre Ferdinando ereditò il titolo e le rendite del ducato di Viseu. Il re del Portogallo, suo zio Alfonso V, confermò Ferdinando, che era suo fratello, in tutti i diritti dello zio Enrico, anche nella successione di Gran Maestro dell'Ordine del Cristo.
Alla morte del padre, avvenuta nel 1470, il fratello, Giovanni di Viseu (1448 – 1472) gli successe nel titolo e nelle rendite del ducato di Viseu e nel 1472; alla sua morte gli successe l'altro fratello Diego I di Viseu (1452 – 1484).
Il 22 gennaio del 1471 Eleonora sposò a Setúbal il cugino primo, l'erede al trono del Portogallo Giovanni, figlio terzogenito del re del Portogallo Alfonso V e di Isabella, figlia del duca di Coimbra e reggente del regno del Portogallo, Pietro e di Isabella d'Urgell e d'Aragona, figlia del conte Giacomo II di Urgell.

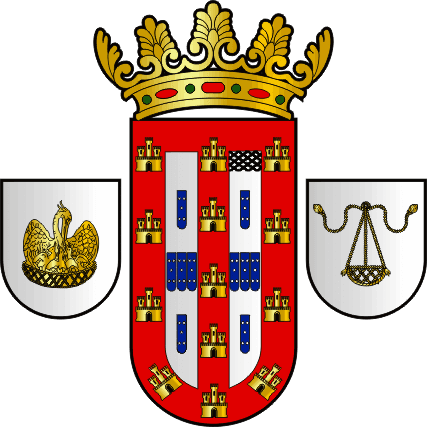
Stemma di Caldas da Rainha, fondata dalla regina Eleonora, basato sullo stemma della regina

Nel 1481, alla morte del padre Alfonso V, il marito di Eleonora, Giovanni, assunse la corona del Portogallo come Giovanni II ed Eleonora, come tutte le regine portoghesi, ebbe in dote diverse città: Silves, Faro, Aldeia Galega e Aldeia Gavinha nel comprensorio di Alenquer a cui si aggiunse Caldas da Rainha, da lei fondata, nel 1484.
Nel 1483, durante il processo contro il duca di Braganza, Ferdinando II, oltre all'accusa di tradimento a carico del duca e di suo fratello, il marchese di Montemor-o-Novo, fu provato anche il coinvolgimento nel complotto del fratello di Eleonora, Diego I di Viseu, che tuttavia fu perdonato dal re Giovanni, mentre il duca di Braganza fu condannato a morte e giustiziato ad Évora il 30 maggio dello stesso anno e tutti i suoi beni vennero confiscati dalla corona.

L'anno dopo però suo fratello, Diego I, 4º duca di Viseu, divenuto, dopo la morte di Ferdinando II di Braganza, il più influente nobile del regno, nel 1484, non condividendo la politica accentratrice del cugino Giovanni II, organizzò una congiura per uccidere lui e il figlio erede al trono Alfonso del Portogallo. Essendo stato scoperto il suo piano, Giovanni lo uccise con le sue mani, mentre altri complici venivano imprigionati o uccisi (tra questi il vescovo di Évora e, molto probabilmente, anche Giovanni, marchese di Montemor-o-Novo).
Il 13 luglio 1491 il figlio di Eleonora e erede al trono, il sedicenne Alfonso, morì a causa di una caduta mentre cavalcava lungo il Tago, lasciando vedova la consorte Isabella di Trastámara.

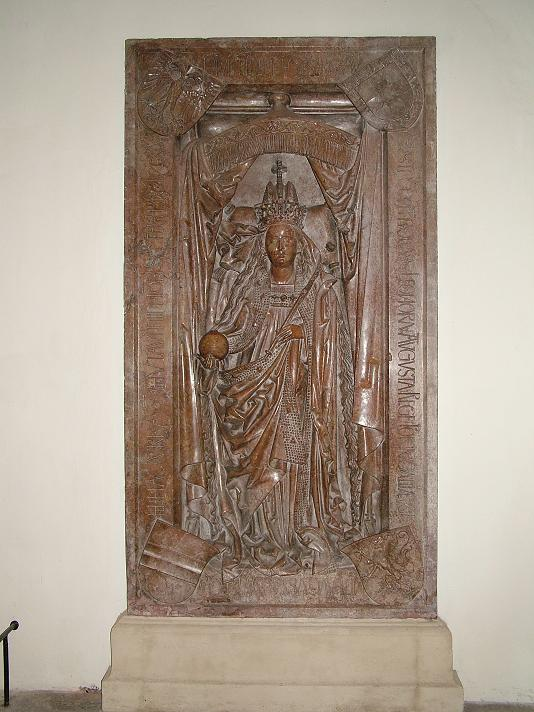
Tomba della regina Eleonora

Il marito di Eleonora aveva anche un altro figlio, avuto da Anna de Mendonça, una dama di compagnia della matrigna Giovanna, la Beltraneja: Giorgio di Lencastre (1481 – 1550).

Giovanni cercò di legittimare il figlio per poter avere un successore, ma la regina consorte si oppose molto tenacemente ed obbligò il marito ad un compromesso: l'erede al trono sarebbe stato il fratello minore di Eleonora, Manuele, che avrebbe sposato Isabella, vedova del loro figlio Alfonso, che nel frattempo era rientrata in Castiglia.
Alla morte di Giovanni II salì sul trono del Portogallo Manuele I, fratello di Eleonora e cugino e cognato del marito defunto. Eleonora rimase a corte, dove venne chiamata la regina vecchia, sino alla morte, avvenuta il 17 novembre del 1525 nel Palazzo di Enxabregas. Fu sepolta nel convento della Madre di Dio (Convento de São Francisco de Xabregas) a Lisbona.

## Discendenza
Eleonora diede due figli a Giovanni:
- Alfonso d'Aviz (1475-1491), che nel 1490 sposò Isabella di Trastámara, figlia dei Re Cattolici, morto cadendo da cavallo;
- Giovanni del Portogallo (1483).

## Ascendenza
|                         |                           |                          | Genitori                                   |  |  | Nonni |  |  | Bisnonni                  |  |  | Trisnonni               |  |
|                         |                           |                          |                                            |  |  |       |  |  | Giovanni I del Portogallo |  |  | Pietro I del Portogallo |  |
|                         |                           |                          |                                            |  |  |       |  |  | Giovanni I del Portogallo |  |  | Pietro I del Portogallo |  |
|                         |                           | Teresa Lourenço          |                                            |  |  |       |  |  | Giovanni I del Portogallo |  |  |                         |  |
| Edoardo del Portogallo  |                           |                          |                                            |  |  |       |  |  | Giovanni I del Portogallo |  |  |                         |  |
|                         |                           | Filippa di Lancaster     | Giovanni Plantageneto, I duca di Lancaster |  |  |       |  |  |                           |  |  |                         |  |
|                         |                           | Filippa di Lancaster     | Giovanni Plantageneto, I duca di Lancaster |  |  |       |  |  |                           |  |  |                         |  |
|                         |                           | Filippa di Lancaster     | Bianca di Lancaster                        |  |  |       |  |  |                           |  |  |                         |  |
| Ferdinando d'Aviz       |                           | Filippa di Lancaster     |                                            |  |  |       |  |  |                           |  |  |                         |  |
|                         |                           | Ferdinando I di Aragona  | Giovanni I di Castiglia                    |  |  |       |  |  |                           |  |  |                         |  |
|                         |                           | Ferdinando I di Aragona  | Giovanni I di Castiglia                    |  |  |       |  |  |                           |  |  |                         |  |
|                         |                           | Ferdinando I di Aragona  | Eleonora d'Aragona e Sicilia               |  |  |       |  |  |                           |  |  |                         |  |
| Eleonora di Trastamara  |                           | Ferdinando I di Aragona  |                                            |  |  |       |  |  |                           |  |  |                         |  |
|                         |                           | Eleonora d'Alburquerque  | Sancho d'Alburquerque                      |  |  |       |  |  |                           |  |  |                         |  |
|                         |                           | Eleonora d'Alburquerque  | Sancho d'Alburquerque                      |  |  |       |  |  |                           |  |  |                         |  |
|                         |                           | Eleonora d'Alburquerque  | Beatrice del Portogallo                    |  |  |       |  |  |                           |  |  |                         |  |
| Eleonora di Viseu       |                           | Eleonora d'Alburquerque  |                                            |  |  |       |  |  |                           |  |  |                         |  |
|                         | Giovanni I del Portogallo | Pietro I di Portogallo   |                                            |  |  |       |  |  |                           |  |  |                         |  |
|                         | Giovanni I del Portogallo | Pietro I di Portogallo   |                                            |  |  |       |  |  |                           |  |  |                         |  |
|                         | Giovanni I del Portogallo | Teresa Lourenço          |                                            |  |  |       |  |  |                           |  |  |                         |  |
| Giovanni del Portogallo | Giovanni I del Portogallo |                          |                                            |  |  |       |  |  |                           |  |  |                         |  |
|                         |                           | Filippa di Lancaster     | Giovanni Plantageneto, I duca di Lancaster |  |  |       |  |  |                           |  |  |                         |  |
|                         |                           | Filippa di Lancaster     | Giovanni Plantageneto, I duca di Lancaster |  |  |       |  |  |                           |  |  |                         |  |
|                         |                           | Filippa di Lancaster     | Bianca di Lancaster                        |  |  |       |  |  |                           |  |  |                         |  |
| Beatrice d'Aviz         |                           | Filippa di Lancaster     |                                            |  |  |       |  |  |                           |  |  |                         |  |
|                         |                           | Alfonso I di Braganza    | Giovanni I del Portogallo                  |  |  |       |  |  |                           |  |  |                         |  |
|                         |                           | Alfonso I di Braganza    | Giovanni I del Portogallo                  |  |  |       |  |  |                           |  |  |                         |  |
|                         |                           | Alfonso I di Braganza    | Inés Perez Esteves                         |  |  |       |  |  |                           |  |  |                         |  |
| Isabella di Braganza    |                           | Alfonso I di Braganza    |                                            |  |  |       |  |  |                           |  |  |                         |  |
|                         |                           | Beatrix Pereira de Alvim | Nuno Álvares Pereira                       |  |  |       |  |  |                           |  |  |                         |  |
|                         |                           | Beatrix Pereira de Alvim | Nuno Álvares Pereira                       |  |  |       |  |  |                           |  |  |                         |  |
|                         |                           | Beatrix Pereira de Alvim | Leonora de Alvim                           |  |  |       |  |  |                           |  |  |                         |  |
|                         |                           | Beatrix Pereira de Alvim |                                            |  |  |       |  |  |                           |  |  |                         |  |